# Gotlands södra härad

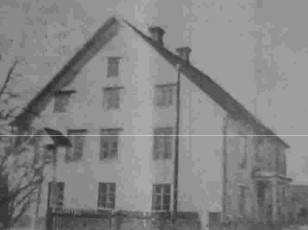
Tingshuset i Skogs, Levide socken

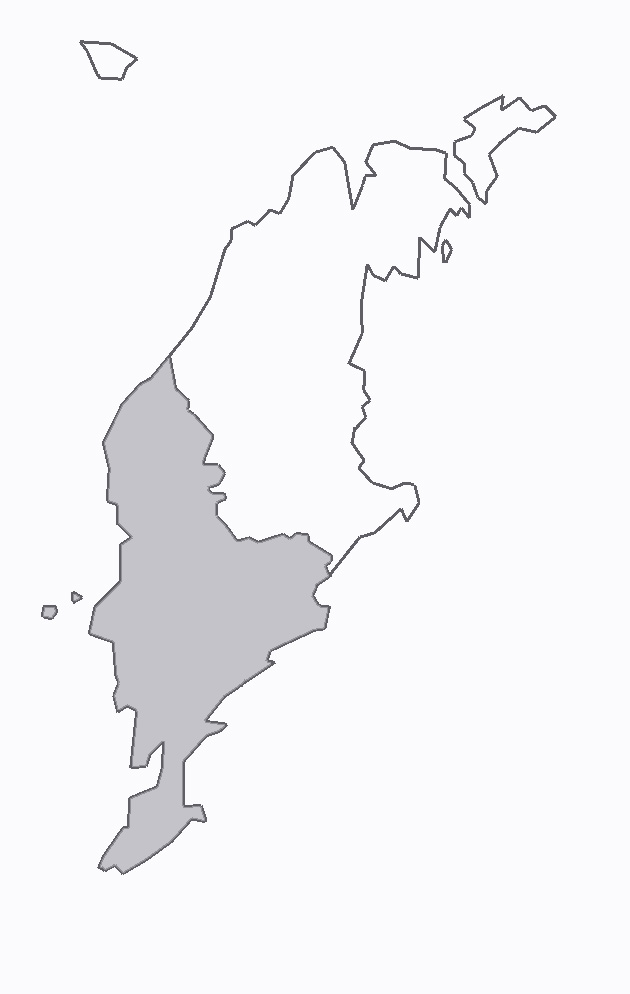
Gotlands södra härad.

Gotlands södra härad var ett härad i Gotlands län. Häradsområdet ligger i dag helt inom Gotlands kommun. Häradets areal var 1 358 kvadratkilometer varav 1 350 land.
Tingsställe var tidigt Ejmund därefter till 1739 i Klintehamn som efterträddes av Burge som år 1752 övergavs för Skog i Levide socken.

## Indelningar

### Socknar i häradet och indelningar före 1681
Historiskt indelades Gotland judiciellt i tre tredingar och sex settingar och ett antal ting. Tredingarna (norra mellersta och södra) upphörde tidigt att fungera som domsagor, settingarna upphörde 1645 men ersattes av de två domsagorna/häraderna först 1681.
Hejde setting, Medeltredingen (Midal Tridiung)
- Stenkumla ting: Atlingbo, Hogrän, Stenkumla, Träkumla, Vall och Västerhejde socknar.
- Banda ting: Eskelhem, Mästerby, Sanda, Tofta och Västergarn socknar.
- Hejde ting: Fröjel, Hejde, Klinte och Väte socknar.

Hoburgs setting, Sudertredingen (Sudur Tridiung)
- Hablinge ting: Eksta, Hablingbo, Silte och Sproge socknar.
- Fardhems ting: Fardhem, Gerum, Levide, Linde och Lojsta socknar.
- Grötlinge ting: Fide, Grötlingbo, Havdhem och Näs socknar.
- Hoburgs ting: Hamra, Sundre , Vamlingbo och Öja socknar.

Burs setting, Sudertredingen (Sudur Tridiung)
- Burs ting: Burs, Lau, När och Stånga socknar.
- Garde ting: Alskog, Etelhem, Garde och Lye socknar.
- Hemse ting: Alva, Eke, Hemse och Rone socknar.

### Indelningar från 1681
Gotlands södra härad bildades år 1681 och omfattade 44 socknar. Socknarna i häradet hörde mellan 1720 och 1967 till Södra fögderiet och från 1967 till 1991 till Visby fögderi.
Häradets socknar tillhörde följande domsagor, tingslag och tingsrätter:
- 1681-1947 Gotlands södra tingslag (före omkring 1870 användes även de äldre tingsindelningarna enligt ovan) i
  - 1681–1942 Gotlands södra domsaga
  - 1943-1947 Gotlands domsaga
- 1948–1970 Gotlands domsagas tingslag i Gotlands domsaga

- 1971– Gotlands tingsrätt och dess domsaga